# Monte Mittivakkat

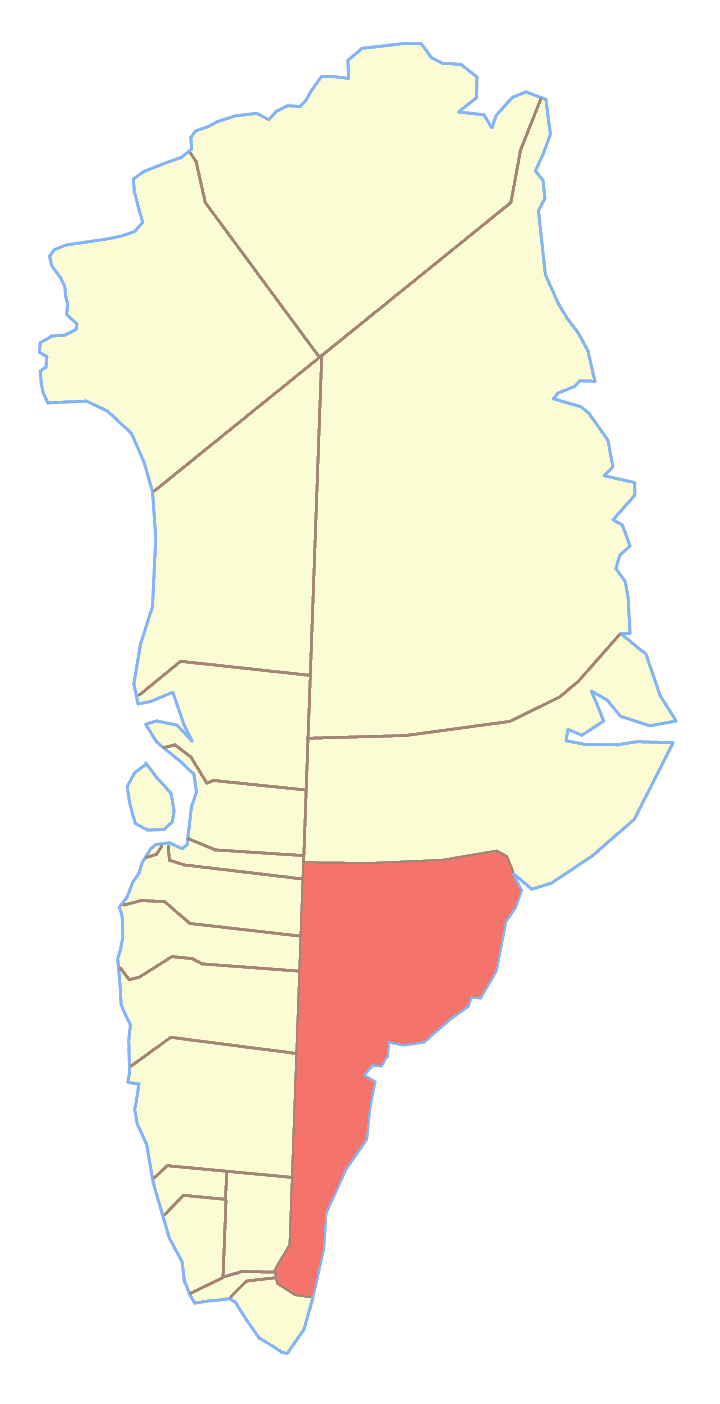
Ex comune di Ammassalik, dove si trovava il Mittivakkat

Il Mittivakkat è una montagna della Groenlandia di 852 m. Si trova a 65°46'N 37°29'O; appartiene al comune di Sermersooq.